# Beccatello

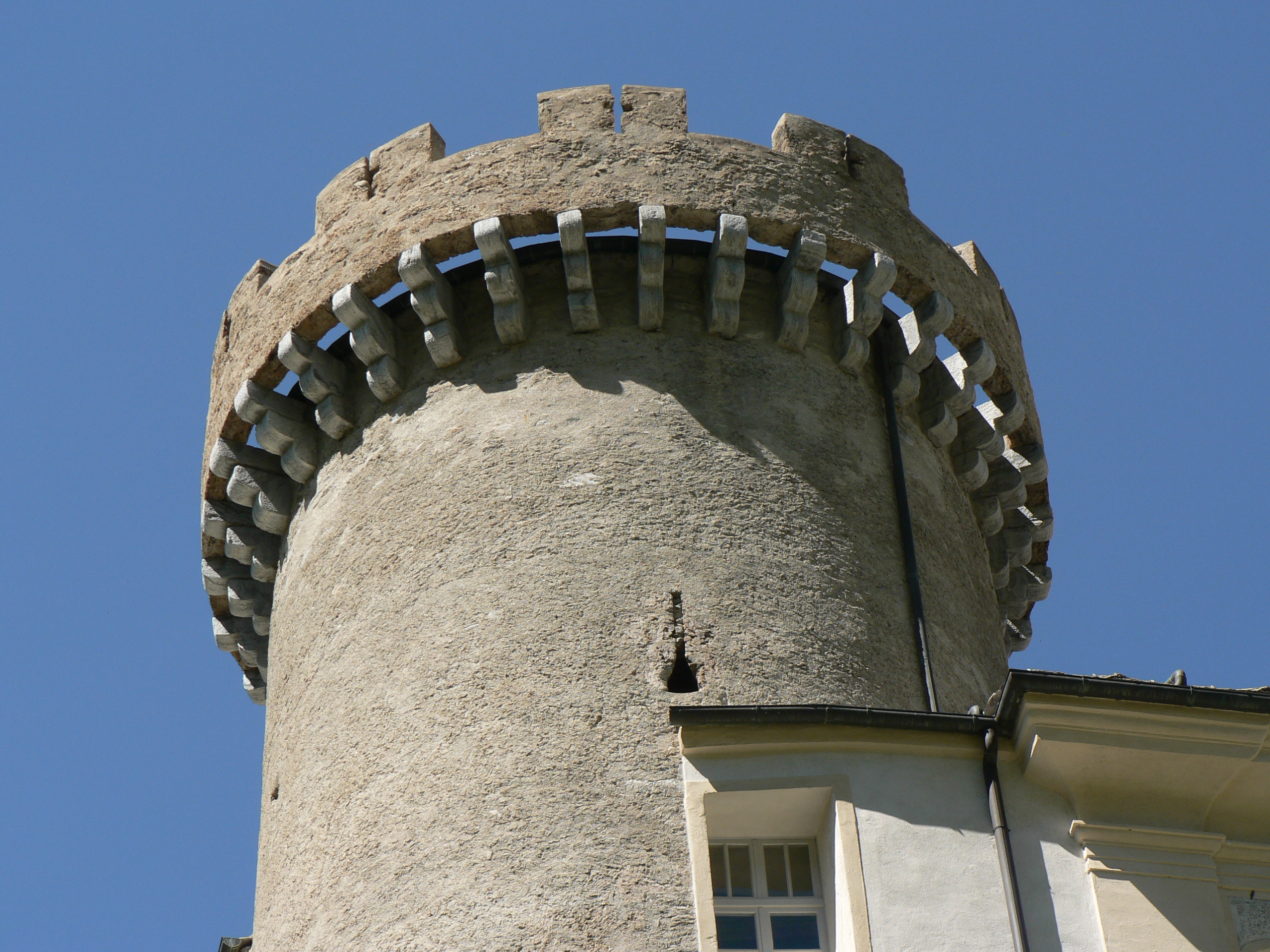
Beccatelli in marmo bardiglio di una delle torri del Castello di Aymavilles, in Valle d'Aosta.

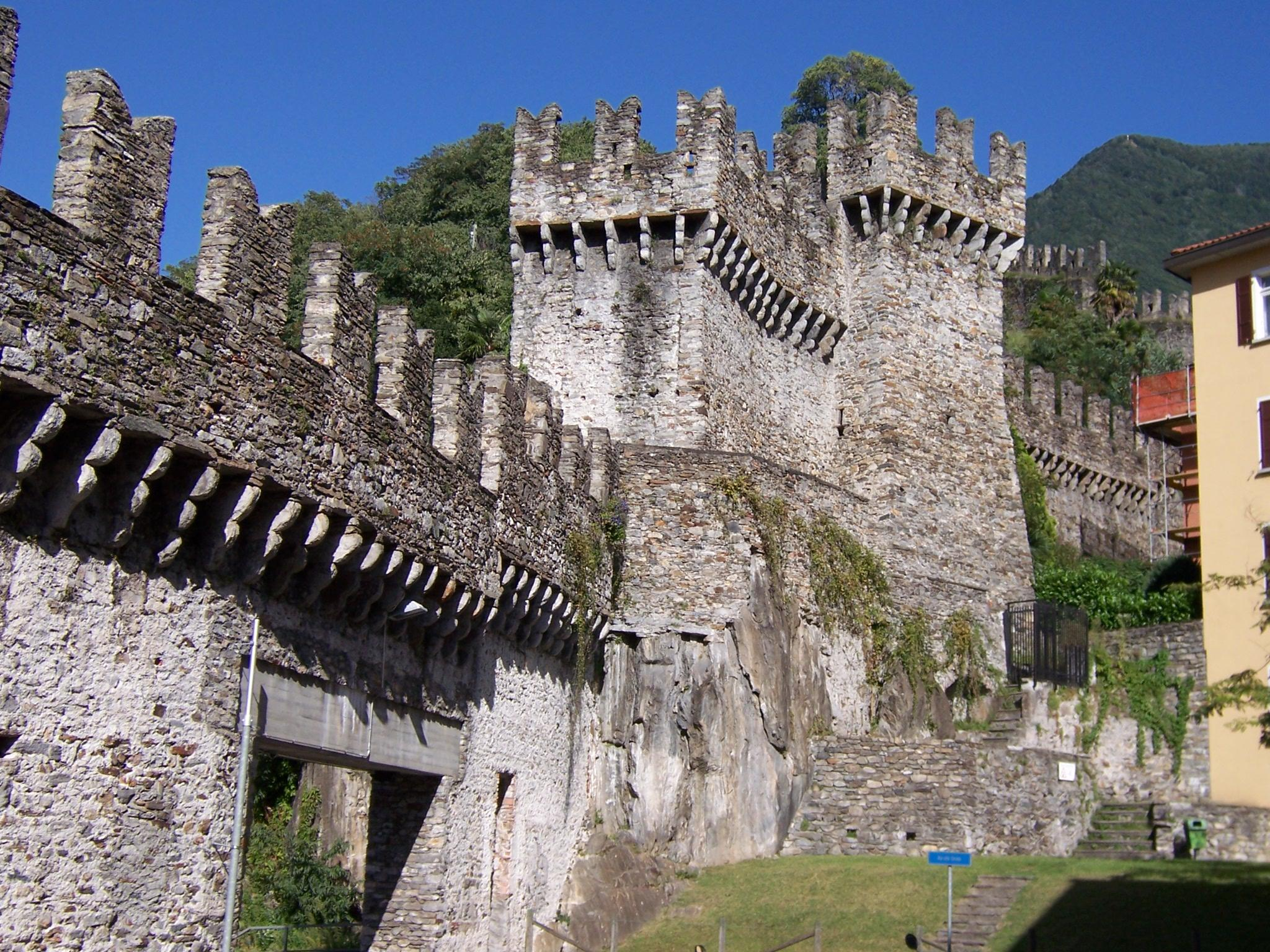
Beccatelli in pietra sostengono il cammino di ronda sulle mura della città di Bellinzona

Il beccatello è un elemento architettonico usato per sostenere parti sporgenti di un edificio, soprattutto nei castelli e negli edifici storici.
Consiste in una mensoletta in legno, pietra o terracotta che permette di dare appoggio ad una parte di edificio di pianta maggiore di quella sottostante.
Usato in serie, anche in sequenze ben ravvicinate, oltre che un elemento strutturale diventa motivo di decorazione architettonica che caratterizza l'aspetto delle parti terminali delle costruzioni storiche come torri, cammini di ronda, balconate.
La funzione di tali elementi costruttivi posti sui beccatelli era la possibilità di esercitare la difesa "piombante", infatti nelle fortificazioni come ad esempio i castelli, dove sono presenti gli apparati a sporgere, nello spazio fra i beccatelli si trovavano spesso le caditoie da cui lasciar cadere liquidi o pesi sufficienti a danneggiare i soldati assedianti durante un assalto.
I beccatelli furono ancora molto usati tra XV e XVI secolo, nel periodo delle cosiddette "rocche di transizione". Poco dopo furono però completamente abbandonati nelle fortificazioni alla moderna, in quanto troppo esposti ai colpi dell'artiglieria.